# Autonoe
För najaden, se Danaiderna
Autonoe (JXXVIII, S/2001 J1) är en av Jupiters månar. Den upptäcktes 2001 av en grupp astronomer vid University of Hawaii under ledning av Scott S. Sheppard. Autonoe är cirka 4 kilometer i diameter och roterar kring Jupiter på ett avstånd av cirka 23 000 000 kilometer.